# Grand Sault-Vallée-des-Rivières-Saint-Quentin
Circonscription électorale provinciale du Canada
Grand Sault-Vallée-des-Rivières-Saint-Quentin (auparavant Grand-Sault, Région de Grand-Sault, Grand-Sault–Drummond–Saint-André et Victoria–La Vallée) est une circonscription électorale provinciale du Nouveau-Brunswick représentée à l'Assemblée législative depuis 1974.

## Géographie
La circonscription comprend :
- les villes de Grand-Sault et de Saint-Léonard ;
- le village de Drummond ;
- les communautés de Saint-André, Four Falls, Hazeldean, New Denmark et Morrell Siding.

## Liste des députés
| Législature                                   | Années       | Député      | Député            | Parti                     |
| --------------------------------------------- | ------------ | ----------- | ----------------- | ------------------------- |
| Grand-Sault Circonscription issue de Victoria |              |             |                   |                           |
| 48e                                           | 1974-1978    |             | Evérard Daigle    | Libéral                   |
| 49e                                           | 1978-1982    |             | Evérard Daigle    | Libéral                   |
| 50e                                           | 1982-1987    |             | Evérard Daigle    | Libéral                   |
| 51e                                           | 1987-1991    | Paul Duffie |                   | Libéral                   |
| 52e                                           | 1991-1995    | Paul Duffie |                   | Libéral                   |
| Région de Grand-Sault                         |              |             |                   |                           |
| 53e                                           | 1995-1999    |             | Paul Duffie       | Libéral                   |
| 54e                                           | 1999-2003    |             | Jean-Guy Laforest | Progressiste-conservateur |
| 55e                                           | 2003-2006    |             | Ronald Ouellette  | Libéral                   |
| Grand-Sault–Drummond–Saint-André              |              |             |                   |                           |
| 56e                                           | 2006-2010    |             | Ronald Ouellette  | Libéral                   |
| 57e                                           | 2010-2014    |             | Danny Soucy       | Progressiste-conservateur |
| Victoria–La Vallée                            |              |             |                   |                           |
| 58e                                           | 2014-2018    |             | Chuck Chiasson    | Libéral                   |
| 59e                                           | 2018-2020    |             | Chuck Chiasson    | Libéral                   |
| 60e                                           | 2020-2024    |             | Chuck Chiasson    | Libéral                   |
| Grand Sault-Vallée-des-Rivières-Saint-Quentin |              |             |                   |                           |
| 61e                                           | 2024-Présent |             | Chuck Chiasson    | Libéral                   |